# José Higinio Rivera
José Higinio Rivera (San Lorenzo, 11 januari 1963) is een voormalig profvoetballer uit Ecuador, die speelde als verdediger gedurende zijn carrière.

## Clubcarrière
Rivera kwam onder meer uit voor Deportivo Quito.

## Interlandcarrière
Rivera speelde drie interlands voor Ecuador. Onder leiding van de Montenegrijnse bondscoach Dušan Drašković maakte hij zijn debuut op woensdag 19 juni 1991 in de vriendschappelijke thuiswedstrijd tegen Chili (2-1) in Guayaquil, net als Manuel Uquillas en Patricio Hurtado. Rivera maakte deel uit van de Ecuadoraanse selectie die deelnam aan de strijd om de Copa América 1991, maar kwam niet in actie bij dat toernooi in Chili.
| Interlands van José Higinio Rivera voor Ecuador | Interlands van José Higinio Rivera voor Ecuador | Interlands van José Higinio Rivera voor Ecuador | Interlands van José Higinio Rivera voor Ecuador | Interlands van José Higinio Rivera voor Ecuador | Interlands van José Higinio Rivera voor Ecuador |
| №                                               | Datum                                           | Wedstrijd                                       | Uitslag                                         | Competitie                                      | Goals                                           |
| Als speler van Deportivo Quito                  | Als speler van Deportivo Quito                  | Als speler van Deportivo Quito                  | Als speler van Deportivo Quito                  | Als speler van Deportivo Quito                  | Als speler van Deportivo Quito                  |
| ----------------------------------------------- | ----------------------------------------------- | ----------------------------------------------- | ----------------------------------------------- | ----------------------------------------------- | ----------------------------------------------- |
| 1                                               | 19 juni 1991                                    | Ecuador – Chili                                 | 2 – 1                                           | Vriendschappelijk                               | 0                                               |
| 2                                               | 25 juni 1991                                    | Ecuador – Peru                                  | 2 – 2                                           | Vriendschappelijk                               | 0                                               |
| 3                                               | 30 juni 1991                                    | Chili – Ecuador                                 | 3 – 1                                           | Vriendschappelijk                               | 0                                               |